# Władimir Aleksandrow
Władimir Pietrowicz Aleksandrow (ros. Владимир Петрович Александров; ur. 7 lutego 1958 w Iljinie) – rosyjski bobsleista reprezentujący ZSRR, brązowy medalista igrzysk olimpijskich.

## Kariera
Największy sukces w karierze osiągnął w 1984 roku, kiedy razem z Zintisem Ekmanisem zdobył brązowy medal w dwójkach na igrzyskach olimpijskich w Sarajewie. Był to pierwszy w historii medal w bobslejach wywalczony przez reprezentantów ZSRR. Aleksandrow zdobył też trzy medale w dwójkach na mistrzostwach Europy: złoty w 1985 roku (z Ekmanisem), srebrny w 1987 roku (z Jānisem Ķipursem) i brązowy w 1984 roku (z Ekmanisem). Był ponadto mistrzem ZSRR w 1984 roku, a w latach 1982, 1983 i 1985-1987 zdobywał brązowe medale w dwójkach.